# Indice UV
L'indice UV est une échelle de mesure de l'intensité du rayonnement ultraviolet émis par le Soleil, et du risque qu'il représente pour la santé (coups de soleil, cataractes et cancers de la peau). Plus il est élevé, plus le risque est fort.

## Fonctions
L'indice UV permet d'évaluer le risque pour la santé que représente une exposition au Soleil à un instant donné et à un endroit donné.

## Calcul
L'indice UV est calculé de la façon suivante :
{\displaystyle {\text{Indice UV}}=40\int _{280\,{\text{nm}}}^{330\,{\text{nm}}}E(\lambda )\cdot {\text{IAE}}(\lambda )\,d\lambda }
L'indice d'action érythémateux (IAE dans l'équation) traduit la sensibilité de la peau en fonction de chaque longueur d'onde des rayons UV. De manière simplifiée, cette indice vaut 1 pour les longueurs d'onde inférieures à 300 nm, 0,1 pour 310 nm, 0,01 pour 320 nm et 0,001 pour 330 nm,.
On considère alors la contribution des rayonnements UV compris entre 330 nm et 400 nm comme négligeable devant celle apportées par les longueurs d'ondes comprises entre 280 nm et 330 nm.
Exemple : un indice UV de 10 correspond à une puissance pondérée de 0,25 watt/m2 de rayonnement UV de longueur d'onde inférieure à 300 nm, ou à une puissance supérieure de rayonnement UV dont la longueur d'onde possède une action érythémateuse (= faculté à provoquer des coups de soleil) moindre.

## Description
Contre les rayonnements les plus dangereux émis par le Soleil, la Terre est protégée par la couche d'ozone. Son épaisseur détermine la quantité de rayonnements ultraviolets qui atteint le sol. Les prévisions d'Indice UV sont réalisées grâce à des modèles spécialisés de prévision numérique du temps, dont le modèle « Mocage » de Météo-France, qui simulent jour après jour les variations de l'épaisseur de la couche d'ozone et de la couverture nuageuse.
L'indice UV est une échelle qu'a définie l'OMS afin de normaliser au niveau mondial la mesure du niveau de rayonnement ultraviolet. Cet indice prend comme valeur un entier de 1 à 11+, croissant en fonction de l'intensité du rayonnement ultraviolet, et donc du caractère néfaste de son impact sur la santé. Il peut dépasser le niveau 11 en montagne (altitude) ainsi que dans certaines régions du monde où les trous dans la couche d'ozone sont particulièrement prononcés, comme l'hémisphère sud.
Concrètement, plus la latitude diminue en se dirigeant vers l'équateur (0°), plus l'indice UV sera élevé et plus l'on monte en altitude, plus il augmente aussi (à raison de 10 % tous les 1 000 m). D'autres facteurs peuvent aussi rendre plus fort les UV, notamment la réfraction des rayons solaires par les cirrus.
Les valeurs de l'indice UV se regroupent en cinq plages, chacune définissant un niveau de risque physiologique :
| Indice UV | Niveau de risque | Couleur | Protection(s) recommandée(s) |
| --------- | ---------------- | ------- | --- |
| 1-2       | Faible           |         | Port de lunettes de soleil en cas de journées ensoleillées. |
| 3-5       | Modéré           |         | Se couvrir et porter un chapeau et des lunettes de soleil. Appliquer un écran solaire de protection moyenne (indice de protection de 15 à 29), surtout pour une exposition à l'extérieur pendant plus de trente minutes. Rechercher l'ombre aux alentours de midi, quand le Soleil est au zénith.                                                |
| 6-7       | Élevé            |         | Réduire l'exposition entre 11 h et 17 h. Appliquer un écran solaire de haute protection (indice de 30 à 50), porter un chapeau et des lunettes de soleil, et se placer à l'ombre. |
| 8-10      | Très élevé       |         | Sans protection, la peau sera endommagée et peut brûler. L'exposition au Soleil peut être dangereuse entre 11 h et 17 h ; la recherche de l'ombre est donc importante. Sont recommandables le port de vêtements longs, d'un chapeau et de lunettes de soleil, ainsi que l'application d'un écran solaire de très haute protection (indice + 50). |
| 11+       | Extrême          |         | La peau non protégée sera endommagée et peut brûler en quelques minutes. Toute exposition au Soleil est dangereuse, et en cas de sortie il faut se couvrir absolument (chapeau, lunettes de soleil, application d'un écran solaire de très haute protection d'indice + 50).                                                                      |

## Variations

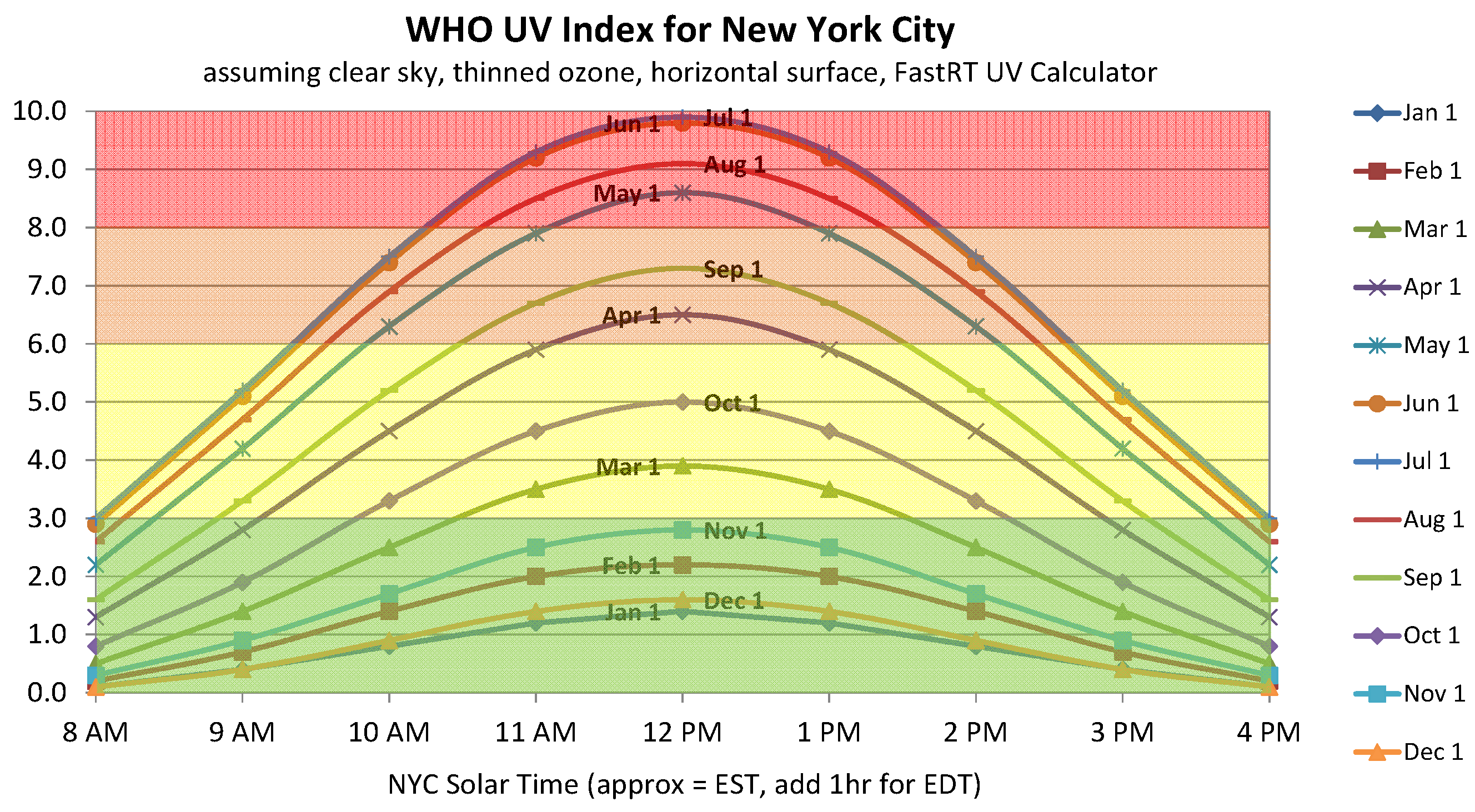
Variation typique de l'indice UV par temps ensoleillé selon l'heure (abscisse) et le jour de l'année (lignes) à New York.

L'indice UV atteint son maximum vers le solstice d'été (21 juin dans l'hémisphère nord et 21 décembre dans l'hémisphère sud). C'est à midi heure solaire, lorsque le Soleil est au plus haut dans le ciel, que l'indice UV est à son maximum. Plus l'on se rapproche de l'équateur, plus l'indice UV est élevé.
En altitude, l'intensité solaire est plus élevée qu'à basse altitude car l'atmosphère est moins présente pour absorber les rayons. Ainsi, en montagne, l'indice UV est plus élevé qu'au niveau de la mer.
Un autre danger est le vent. Il est trompeur car il procure de la fraîcheur et fait disparaître la sensation chauffante du Soleil. Le risque de coup de soleil est beaucoup plus élevé car l'intensité solaire reste identique peu importe la vitesse du vent.
Aussi, la température de l'air ne dépend pas de l'indice UV : il peut faire 20 °C avec un indice UV de 10. L'altitude fait baisser la température, mais augmente l'intensité UV du Soleil car l'atmosphère est plus fine.
Dans le nord de l'Europe, l'indice UV ne passe pas 8 l'été. Dans le sud de l'Europe, il atteint fréquemment 8 vers le milieu du printemps et 10 l'été. Autour de l'équateur, il dépasse fréquemment 10. La latitude est un facteur de base déterminant la puissance des rayons du Soleil d'un pays du globe.

## Vitamine D
La vitamine D est une vitamine liposoluble fabriquée par la peau lors de l'exposition au Soleil. Elle est nécessaire à la fixation du calcium sur les os et permet d'éviter la dégénérescence osseuse. La synthèse de la vitamine D est possible à partir d'un indice UV
3 (Modéré).

## Bronzage
Le bronzage est provoqué par les rayons UV directement projetés par le Soleil mais aussi par leur réflexion sur le sol. La neige présente une moyenne de réverbération de 85 %, le sable 17 %, l'eau 5 %, et le béton 10 %. La réverbération accélère ainsi le bronzage, mais aussi le risque de brûlures rapides.
Le bronzage dépend de l'indice UV et de la réverbération du Soleil sur une surface. Plus l'indice UV est élevé, plus le bronzage sera rapide. En moyenne la peau commence à bronzer à l'UV 3-4 par ciel dégagé.